# Kate Siegel
Kate Gordon Siegelbaum, känd professionellt som Kate Siegel, född 9 augusti 1982 i Silver Spring i Maryland, är en amerikansk skådespelerska och manusförfattare. Hon har bland annat medverkat i maken Mike Flanagans filmer Oculus, Hush, Ouija: Origin of Evil och Geralds lek. Hon har också medverkat i hans TV-serier The Haunting of Hill House, The Haunting of Bly Manor och Midnight Mass.

## Filmografi (i urval)

### Filmer
- 2013 – Oculus
- 2016 – Hush
- 2016 – Ouija: Origin of Evil
- 2017 – Geralds lek
- 2024 – The Life of Chuck

### TV-serier
- 2009 – Ghost Whisperer (TV-serie)
- 2010 – Numb3rs (TV-serie)
- 2012 – Castle (TV-serie)
- 2013 – Mob City (TV-serie)
- 2018 – The Haunting of Hill House (TV-serie)
- 2020 – Hawaii Five-0 (TV-serie)
- 2020 – The Haunting of Bly Manor (TV-serie)
- 2021 – Midnight Mass (TV-serie)
- 2022 – The Time Traveler's Wife (TV-serie)
- 2023 – The Fall of the House of Usher (TV-serie)